# Da Criação ao Roteiro
Da Criação ao Roteiro é um livro de Doc Comparato. Escrita em 1984, a obra de teoria e prática apresenta detalhes sobre a arte e a técnica para a criação de roteiros para televisão, teatro e cinema. É considerada uma referência do gênero no Brasil e em diversos países da América Latina e Europa .  

## Histórico
Inicialmente Doc Comparato escreveu o livro Roteiro em 1982, considerado o pioneiro na América Latina sobre a arte e técnica de escrever para cinema e televisão. Com o sucesso de vendas, a obra foi ampliada e, em 1984, se transformou em Da Criação ao Roteiro, tendo como base sua experiência como dramaturgo da Rede Globo, entre outras mídias. O livro é dividido em diversos capítulos que abrangem desde o papel do roteirista como escritor, passando por técnicas de pesquisa e criação, exemplos de roteiros e experiências do autor, até o manual prático sobre como escrever roteiros para teatro, televisão e cinema.

## Traduções e reedições
Com o sucesso conquistado desde que foi lançado em 1982, o livro de teoria e prática Da Criação ao Roteiro ganhou reedições no Brasil . A mais recente comemora os 40 anos de profissão do autor e foi lançada em 2018 , com a inclusão de novos conteúdos relacionados a realidade virtual, streaming, seriados nacionais e internacionais, webséries, games e inteligência artificial.
Considerado referência também internacional, foi editado em diversos países europeus, como Portugal, Itália, Alemanha, França e Espanha. Neste último, foi publicado pelo Instituto Oficial de Radiodifusión y Televisión e adotado pela instituição como material didático para a formação de profissionais do audiovisual . 
A obra também ganhou traduções na América Latina, onde se encontra uma de suas mais célebres edições, a colombiana. De la Creación al Guión inclui informações sobre o período em que Doc Comparato trabalhou com o Nobel de Literatura Gabriel García Márquez, adendo chamado de Diario Secreto de Gabriel García Márquez com Doc Comparato.  A edição inclui ainda prefácio do escritor colombiano Fernando Gaitán, autor de Betty, a Feia, uma das telenovelas mais conhecidas da TV internacional.

## Citações
"[...]existe apenas uma lei em dramaturgia: não existem leis em dramaturgia." Apresentação, P.15. 

"A arte é a expressão da imaginação do homem, sabendo-se que a imaginação é a alma da sua existência." Parte I, Frase de abertura, P.17. 

"Também nasceu uma nova divisão do meu trabalho: [...]aquilo que o roteirista escreve para ser lido e aquilo que ele escreve para ser visto ou captado pela câmera." Apresentação, P.13. 

"Ninguém cria no vazio ou com o vazio." Capítulo I, P.24. 

"Pois nosso dever é ficcionar, jamais copiar." Capítulo I, P.24. 

"É a curva exponencial de comunicação de massa tomando conta da nossa vida." Capítulo I, P.28. 